# 남상국 (기업인)
남상국(南相國, 1945년 5월 22일 ~ 2004년 3월 11일, 충청남도 아산)은 대한민국의 기업인이며 서울대학교를 졸업하였다. (주)대우건설 사장을 역임했다.

## 생애
서울대학교 공업교육과를 졸업하였으며 1974년 2월 평사원으로 대우그룹에 입사하였다. 평사원으로 20년간 대우그룹의 건설부문의 중견 요직을 역임하고 각지의 건설현장에서 근무하였으며 이후 이사로 발탁되어 1997년 2월 15일 대우그룹 건설부문 전무에 임명되었고,
1998년 초고층 주상복합의 가능성을 보고 여의도'트럼프 월드'의 개발을 시작, 프리미엄이 50%이상 상승하여 당첨자들의 대만족평을 받기도 하였다. 그해 7월 31일 숙명여자대학 행정관 준공식에 참석하였다.
1998년 대우그룹 개발사업본부 본부장에 임명되어 서종욱 이사, 정재영 이사, 김건희 상무 등을 ‘스리 톱’으로 채용하기도 했다.
1998년 12월 31일 (주)대우그룹 계열사별로 실시된 특별 승진 인사 때, 그는 대우그룹 건설부문 전무에서 사장으로 2계급 특진하였다.
1999년 대우그룹 건설부문 대표이사·사장이 되었고, 1999년 1월 5일 건설부문 국내사업분야담당이 되었다. 2월 5일 아파트 공사현장 안전점검의 날을 주관하였다.
2000년 10월 22일 대우그룹 계열사들이 법인 분리될 때 대우건설 사장에 유임되었으며 2001년 대우건설이 (주)대우그룹에서 떨어져 나와 신설법인으로 태어난 뒤 2002년 (주)대우건설 대표이사·사장을 지냈다.
2002년 대한건설협회 회원이사에 선임되었다. 2002년 5월 1일에는 대한건설협회 부회장에 선출되었다.
2002년8월 1일 한국사랑의집짓기운동연합회에서 주관하는 사랑의 집짓기운동에 동참하여 3천만원 상당의 숙소와 식사를 지원하였으며 아산지역 사업에 참여하는 자원봉사자들에게는 대우건설 직원연수원(도고그린호텔)의 객실과 1주일동안 자원봉사자들의 아침과 저녁식사를 지원하기도 했다.

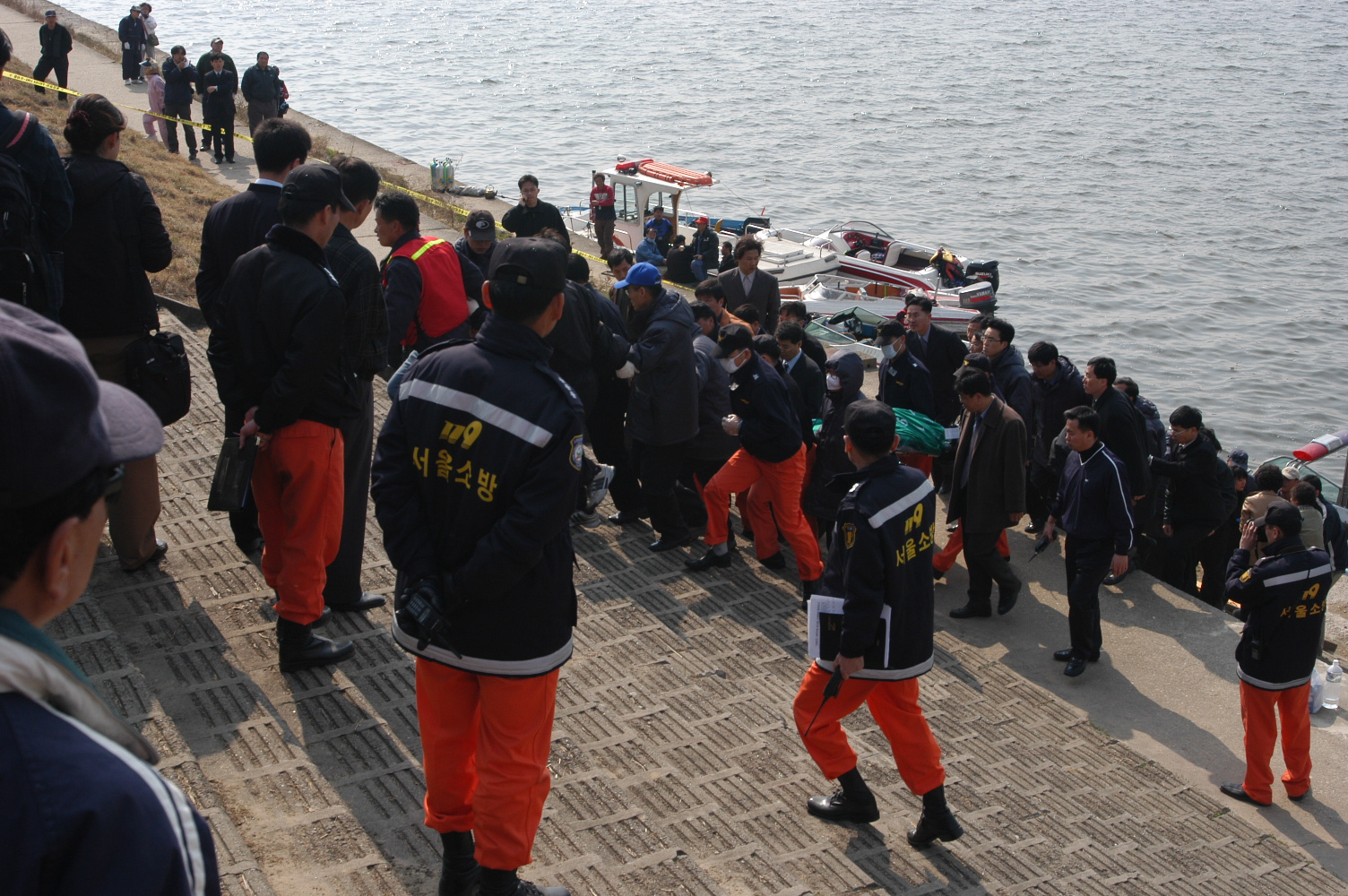
2004년 3월 21일 한강수난구조대원들이 한남대교 아래에서 사체를 인양하는 모습

2003년 9월 5일 노건평에게 "사장직을 연임할 수 있도록 힘써 달라"는 청탁과 함께 3천만 원을 수수한 혐의를 받았고 수사하는 과정에서, 3월 11일 공식 기자회견 방송을 하던 당시 노무현 대통령이 처음엔 실명을 언급하지 않았으나, 이후 기자의 질문에 대한 답변 과정에서 돈을 건넨 자신의 이름을 실명으로 언급하며 "좋은 학교 나오신 분이 시골에 있는 촌부(노건평)에게 가서 머리 조아리고 그러면 안된다"라고 공개적으로 비판하였다.
이에 부끄러움을 느꼈는지, 2004년 3월 11일 남상국은 한강에 투신자살했다. 이 사건으로 말미암아 노건평은 유죄 판결을 받았으며, 이로써 남상국이 살아 있었다면 역시 유죄 판결을 받았으리라는 추정이 가능하다. 훗날 노무현 대통령은 자서전에서 결과적으로 남상국의 죽음에 자신의 책임도 있다면서 후회와 미안함을 전하기도 했다.

## 평가
대우그룹의 환란 후 그룹 내부의 파열상황에서도 우수한 인재의 누수를 막을 수 있었던 것은, 그의 철저한 인력관리야말로 비결중의 비결이라고 지적한다. 회사의 경영침체로 워크아웃 상태가 되었을 때, 그는 직원들의 마음을 독려하여 다잡았고, 개발사업을 늘렸다 한다. 그가 사장이던 2001년∼2003년 대우건설이 수주한 사업들이 2004∼2006년 연평균 5000억 원대의 영업이익을 달성했다는 증언도 있다.

## 상훈
2003년 12월 21일 주택건설의 날, 주택건설 산업 공로로 건설교통부 장관으로부터 금탑산업훈장을 수상받았다.

## 가족
- 부인 김선옥[18]